# Eduard Alexander Engelbrecht

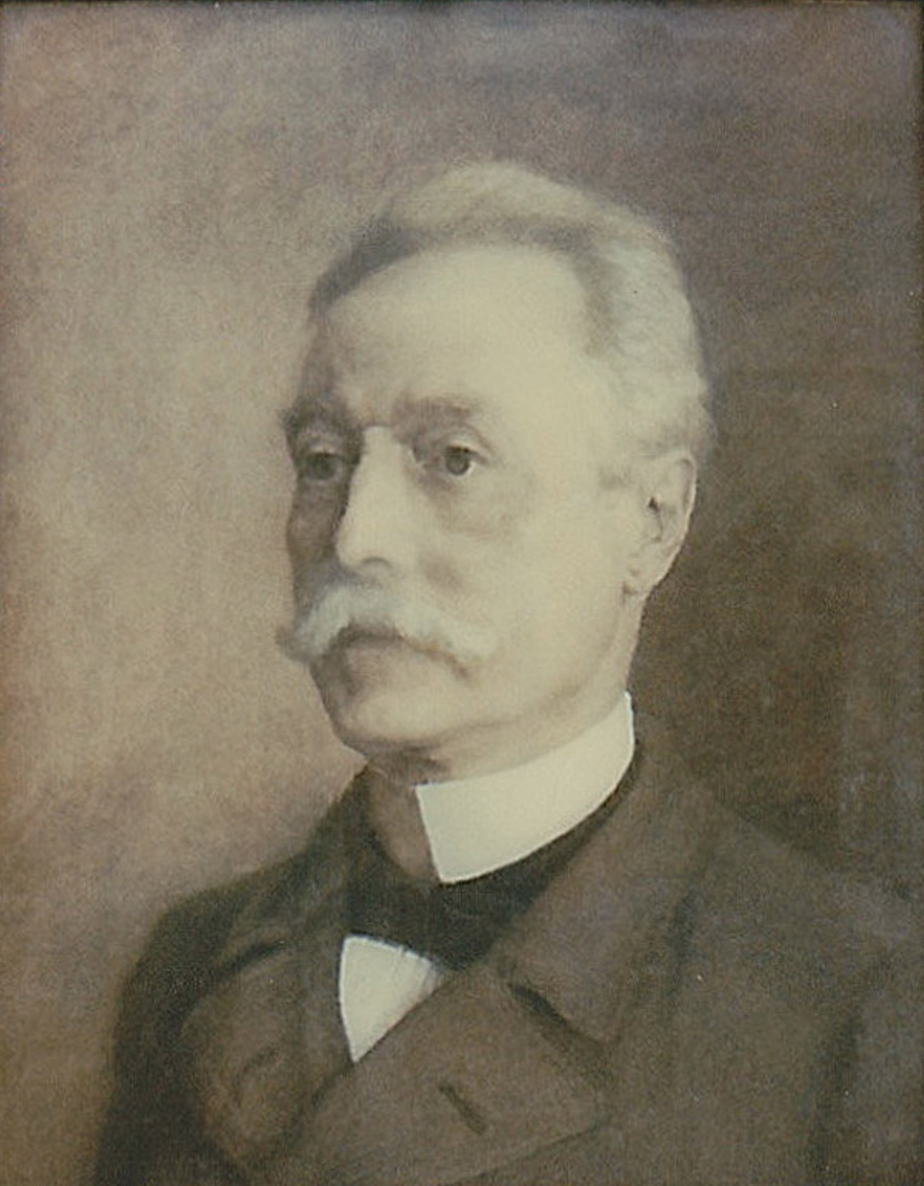
Eduard Alexander Engelbrecht geschilderd door Coen van Oven circa 1905. Engelbrecht was schoonvader van de halfbroer van de schilder.

Eduard Alexander Engelbrecht (Surabaya, 26 juli 1840 - Den Haag, 26 september 1930) was een Nederlands resident in Nederlands-Indië. Hij werd geboren in Soerabaja op 26 juli 1840 als zoon van Frederik Cornelis Engelbrecht en Antonia Veltman (naam moeder ten regte Johanna Nons). Engelbrecht behoorde tot het Nederlandse geslacht Engelbrecht dat in 1960 werd opgenomen in het Nederland's Patriciaat.

## Loopbaan
Engelbrecht studeerde in de periode 1858-1861 aan de Koninklijke Akademie te Delft. Hij was tijdens zijn studietijd o.a. secretaris van het bestuur van zangkoor 'Apollo' te Delft en secretaris van het Indisch-Leesmusem te Delft. Hij studeerde op 4 juli 1861 af. Bij koninklijk besluit werd Engelbrecht augustus 1861 benoemd tot ambtenaar 2e klasse Oost-Indische burgerlijke dienst en vertrok hij september dat jaar met het schip Medea vanaf Rotterdam naar Batavia. Een jaar later werd hij benoemd tot controleur 3e klasse bij de landelijke inkomsten. In 1865 werd hij bevorderd tot controleur 2e klasse in de residentie Bantam en in 1869 tot controleur 1e klasse in de residentie Cheribon. In 1875 volgde zijn benoeming tot assistent-resident in de residentie Rembang en in 1884 tot resident van Bantam.
Op 9 juli 1888 kreeg Engelbrecht in zijn functie als resident vlak voor zijn pensionering te maken met een opstand in Tjilegon, de hoofdplaats van het gewest Bantam. Hierbij werd zijn collega Gubbels evenals diens vrouw en kinderen door de opstandelingen vermoord. Ook vele ingezetenen van Tjilegon werden gedood. Engelbrecht had deze opstand niet zien aankomen. Met ingang van 2 september 1888 werd hij op eigen verzoek eervol ontslagen en reisde hij met zijn gezin terug naar Nederland.
In Nederland werd hij na zijn pensionering benoemd tot commissaris Delftsche distilleerderij, gist- en spiritusfabriek en was bestuurslid van vereniging Armenzorg. Ook was hij actief lid van het Koninklijk Instituut voor de Taal, Land- en Volkenkunde van Nederlands Indië. Hij stierf op 26 september 1930 in Den Haag en werd daar begraven op 29 september in tegenwoordigheid van familieleden en vele vrienden waaronder ir. E. C. U. Hartman, E. baron Mackay, P. Tack, mr. K. P. van der Mandele.

## Familie

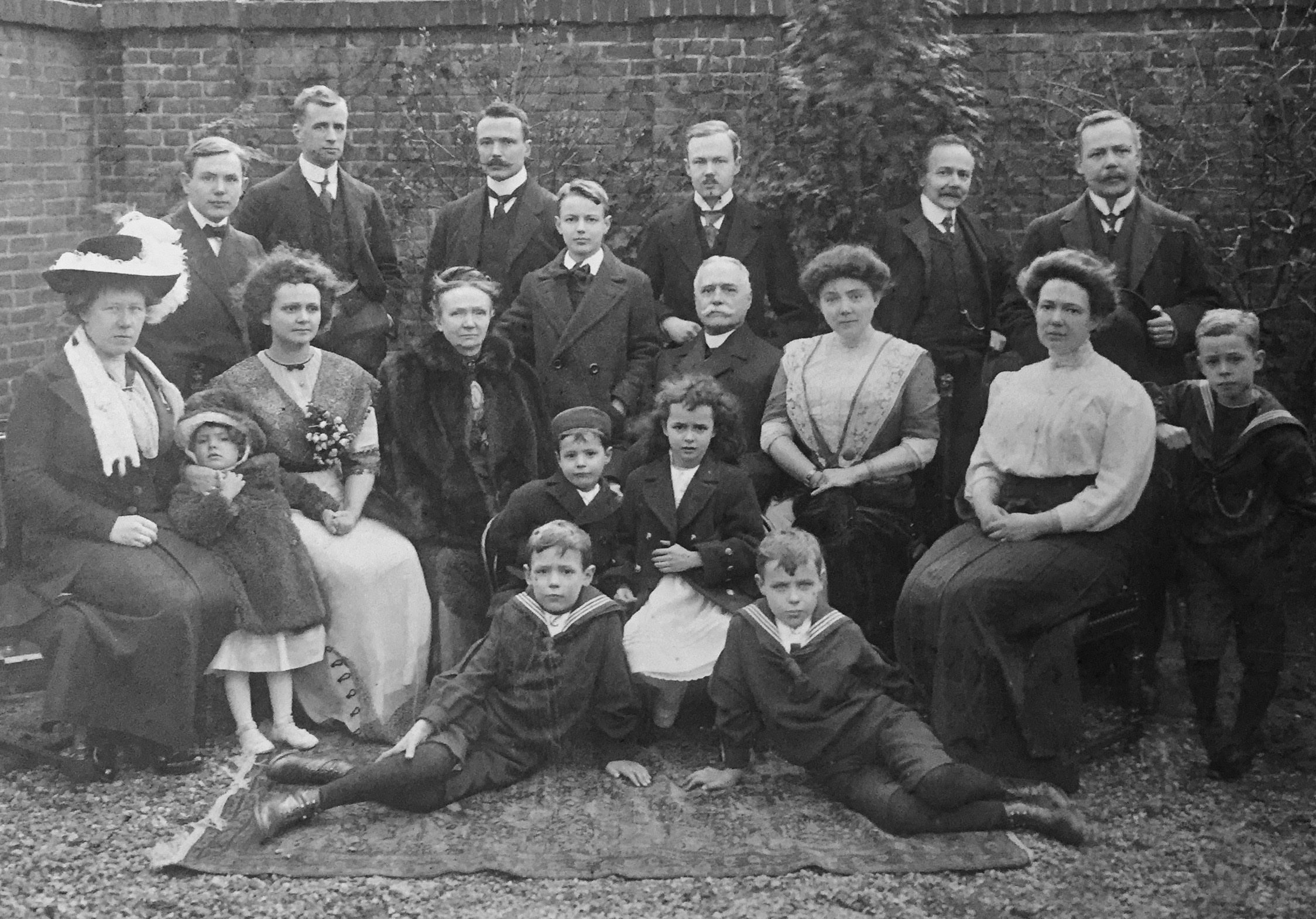
E.A. Engelbrecht en zijn gezin circa 1913. v.l.n.r. (staande) 2e: Antoni Willem Hartman, 3e: Willem Anton Engelbrecht (zittend) Elisabeth Margaretha Lycklama à Nyeholt, Cornelie Marie Engelbrecht, Justine Louise Godefroy, Eduard Alexander Engelbrecht, Marie Antoinette Engelbrecht, Justine Louise Engelbrecht, Wibbo Hartman (1e rij kinderen zittend) Cornelie Marie Hartman, Willem Carel Ferdinand Engelbrecht, Juus Hartman (voorste rij jongens liggend: Petrus Albertus Engelbrecht, Eduard Alexander Engelbrecht

Zijn vroege voorouders stammen oorspronkelijk uit het Groningse dorp Engelbert. Eduard Alexander Engelbrechts grootvader Jürgen Diedrich Engelbrecht (1774-1819) was in het Holsteinse Grömitz geboren en was reder-zeekapitein en zoon van een Mecklenburgse vader en een Oldenburger moeder. Eduard Alexander Engelbrechts vader Frederik Cornelis (1804-1869) diende Nederlandsch-Indië als Kapitein-ter-zee honorair en hoofd-administrateur van de marine.
Eduard Alexander Engelbrecht was de broer van lid Raad van Nederlands-Indië Willem Anthony Engelbrecht (1839 - 1921) (de vader van Willem Bernard Engelbrecht). Eduard Alexander Engelbrecht trouwde in Nederlands-Indië in 1863 met Justine Louise Godefroy, dochter van Pieter Johannes Godefroy, chef van de militair Geneeskundige Dienst in Nederlands-Indië. Ze kregen zeven kinderen waaronder hun zoon Willem Anton Engelbrecht (1874-1965) (die trouwde met Elisabeth Margaretha Lycklama à Nijeholt, een dochter van Petrus Lycklama à Nijeholt) en dochters Cornelie Marie Engelbrecht die trouwde met Antoni Willem Hartman, landsadvocaat van Java en Justine Louise Engelbrecht die trouwde met Abraham Adolf van Oven. Een zuster van Eduard Alexander was Frederike Wilhelmine Engelbrecht, gehuwd sinds 21-8-1873 met scheepvaartman en politicus Antoine Plate.